# Gravimetría (geofísica)
La gravimetría consiste en la medición del campo de gravedad. Se suele emplear cuando el objeto de estudio es el campo de gravedad o las variaciones de densidad responsables de su variación.

## Unidades de medida
La gravedad se suele medir en unidades de aceleración. En el sistema SI la unidad de aceleración corresponde a 1 metro por segundo al cuadrado (simbolizándose: m/s2). También puede expresarse en las unidades propias del campo gravitatorio, es decir en Newton por kilogramo (N/kg). Otra unidad empleada, sobre todo en gravimetría, es el gal que equivale a 1 centímetro por segundo al cuadrado (cm/s2).

## Gravímetros

Un péndulo simple puede ser empleado como instrumento de medición de la aceleración de la gravedad.

Los instrumentos empleados para realizar mediciones de la gravedad se denominan gravímetros o gradiómetros. La mayor parte de los gravímetros emplean resortes cuyo efecto se opone a la fuerza de gravedad que actúa sobre una masa.
Existen dos clases de gravímetros:
- Gravímetros absolutos: permiten conocer el valor de g directamente mediante la determinación de una longitud y/o un tiempo. Los primeros instrumentos absolutos fueron de tipo pendular, actualmente son de caída libre.

- Gravímetros relativos: estos instrumentos únicamente permiten conocer la diferencia relativa de g entre dos puntos o entre dos tiempos.

### Péndulos
Son los gravímetros más antiguos y pueden ser tanto relativos como absolutos.

#### Péndulo matemático
Un péndulo matemático es un péndulo ficticio. Está formado por una masa puntual m sujeta por un hilo de masa despreciable y longitud l, que puede oscilar sin fricción en torno a su punto de suspensión o pivote. El movimiento de la masa está restringido a describir un arco circular alrededor del punto de equilibrio. La coordenada para un punto de la trayectoria es {\displaystyle s=l\Phi }, donde {\displaystyle \Phi } es el ángulo de deflección del hilo.
La atracción de la gravedad g ejerce una fuerza sobre la masa. Si la masa no se encuentra en equilibrio existirá una componente tangencial {\displaystyle g\sin(\Phi )} dirigida hacia la posición de equilibrio. La aceleración de la masa se puede obtener derivando dos veces {\displaystyle s=l\Phi }. La ecuación de movimiento resulta:
{\displaystyle {\ddot {s}}=l{\ddot {\Phi }}=-g\sin(\Phi )\approx -g\Phi \quad \Leftrightarrow \quad {\ddot {\Phi }}+{\frac {g}{l}}\Phi \approx 0}
donde se utilizó la aproximación para ángulos pequeños. Esta ecuación corresponde a la de un oscilador armónico. Su solución general es {\displaystyle \Phi (t)=a\cos(\omega t)+b\sin(\omega t)}. En este caso es importante la expresión de la frecuencia {\displaystyle \omega } que es la base de las mediciones de gravedad:
{\displaystyle \omega ={\frac {2\pi }{T}}={\sqrt {\frac {g}{l}}}}
Por lo tanto es posible conocer el valor de g simplemente conociendo la longitud del péndulo y su período de oscilación:
{\displaystyle g=l\omega ^{2}=l{\frac {4\pi ^{2}}{T^{2}}}}
Una determinación de g llevada a cabo de esta forma representaría una medición absoluta.
A partir de esta expresión es posible estimar los errores absolutos y relativos al calcular g. 
El error absoluto será:
{\displaystyle dg=-{\frac {2}{T}}{\left({\frac {2\pi }{T}}\right)}^{2}ldT+{\left({\frac {2\pi }{T}}\right)}^{2}dl}
El error relativo estará dado por:
{\displaystyle {\frac {dg}{g}}=-2{\frac {dT}{T}}+{\frac {dl}{l}}}
Si se desea incluir en la expresión de g la deflexión inicial {\displaystyle \Phi _{0}}, no deben ser despreciados los términos no lineales en {\displaystyle {\ddot {\Phi }}+{\frac {g}{l}}\Phi \approx 0}. La forma de resolver esta última ecuación incluyendo los términos no lineales es mediante integrales elípticas. El período de oscilación resulta:
{\displaystyle T=2\pi {\sqrt {\frac {g}{l}}}\left(1+{\frac {\Phi _{0}^{2}}{16}}+\dots \right)}